# Rupela labeosa
Rupela labeosa là một loài bướm đêm trong họ Crambidae.